# Bipoláris zavar
A bipoláris zavar (angolul: bipolar disorder, BD), más néven  mániás depresszió (angolul: manic depression, MD) pszichiátriai kórkép, utalva a mánia (vagy hipománia, esetleg kevert fázis) és a klinikai depresszió (depressziós vagy egykedvű/levert hangulat) váltakozásaira, egy hosszabb időtartamon keresztül.
A bipoláris zavarban nem szenvedő emberek által időnként tapasztalható feldobott jókedvvel és levert hangulattal szemben egy bipoláris zavarban szenvedő beteg rendkívül szélsőséges hangulatingadozásokon megy keresztül, melyek akár hónapokig is eltarthatnak.
A legtöbb páciens már tizenéves kora vége felé mutatja a betegség egyes tüneteit. Ezeket a panaszokat gyakran pubertáskori zavaroknak tudják be. Nem ritka, hogy a helyes diagnózis felállítására akár 8 évet is várni kell, ami általában 25–40 éves kor között történik meg.
A bipoláris zavar a teljes népesség körülbelül 1 százalékát érinti, így Magyarországon akár százezren is szenvedhetnek e betegségben.
A betegek megfelelően beállított gyógyszeres kezelés mellett teljes értékű életet élhetnek.

## Bipoláris zavar
A bipoláris zavar megállapításához legalább egy mániás vagy kevert epizód előfordulása szükséges, de hipomániás vagy klinikai depressziós epizód megjelenése is lehetséges.
Mániás diagnózis akkor állítható fel, ha a következő tünetek közül egyidejűleg legalább három, legkevesebb egy hétig fennáll:
- Fokozott önértékelés
- Csökkent alvásigény
- Fokozott beszédkésztetés
- Gondolatrohanás
- Könnyen elterelhető figyelem
- Szokatlanul felfokozott aktivitás
- Nyugtalanság
- Kritikátlan, meggondolatlan cselekedetek

Depressziós diagnózis felállításához szükséges, hogy az alábbi tünetek közül legalább öt, legalább két héten keresztül fennálljon.:
- A nap legnagyobb részében levert hangulat, majdnem minden nap
- Az örömérzet jelentős csökkenése
- Jelentős súlygyarapodás vagy -csökkenés
- Álmatlanság vagy aluszékonyság
- Pszichomotoros nyugtalanság vagy levertség
- Fáradtság vagy csökkent energiaszint
- Feleslegesség- vagy ok nélküli bűntudatérzés
- Koncentrációs, gondolkodási képességek csökkenése
- Halállal, öngyilkossággal kapcsolatos gondolatok, öngyilkossági kísérletek

## A bipoláris zavar fázisai
A bipoláris zavar különböző fázisaira úgy lehet tekinteni, mint egy-egy pillanatnyi stádiumra. A betegség természetéből fakadóan a páciens kedélyállapota ezen stádiumok között folyamatosan változik.

### Depresszív fázis
A bipoláris zavar depresszív fázisának jelei és tünetei többek között a szomorúság, nyugtalanság, ok nélküli bűnösségérzet, dühös kedélyállapot, elhagyatottság-, magányosságérzet, alvási és evési zavarok, fáradtság, érdeklődésvesztés a napi tevékenységek iránt, koncentrálási problémák, lehangoltság, önutálat, apátia vagy nemtörődömség, deperszonalizáció (a saját személyiségre vonatkozó tudat zavara), érdeklődés elvesztése, a szexuális tevékenységek iránt érzett vágy csökkenése, vagy hirtelen felfokozódása, félénkség vagy szorongás társaságban, ingerlékenység, krónikus fájdalom (ismert okkal vagy anélkül), a motiváció hiánya és halállal, öngyilkossággal kapcsolatos gondolatok.

### Hipománia
A hipománia a mánia egy kevésbé súlyos fajtája, pszichózis előfordulása nélkül. A mánia sok tünete jelen van, de sokkal kisebb fokban, mint a mániás epizódnál.
A hipomániás emberek általánosan úgy jellemezhetőek, mint energikus, euforikus személyek, túláradó ötletekkel, akik sokszor igen magabiztosak és karizmatikusak. A kiteljesedett mániával ellentétben képesek az összefüggő, logikus gondolkodásra, így képesek megállni a helyüket a mindennapi életben.

### Mánia
A Duke Egyetem kutatói kiegészítették Emil Kraepelin mánia-osztályozását, ami így magában foglalja a hipomániát (főként eufória), a súlyos mániát (ide értve az eufóriát, az abszurd túlzásokat, a szexuális ösztön, az ingerlékenység, a változékony hangulat, a pszichózis, az üldözési mánia, az ellenséges érzelmek és az agresszió magas szintjeit), a szélsőséges mániát (erősen rossz közérzet, örömérzet megszűnése), a diszforikus (boldogtalan) mániát, és a kevert mánia két formáját (ahol a depresszív és a mániás tünetek egyszerre vannak jelen).
A Mayo Klinika és egyéb források megemlítik még mint a mánia lehetséges tüneteit: az áradozó jókedvet, a túlzott optimizmust, a gyors, megállíthatatlan beszédet, a hevesen cikázó gondolatokat, az izgatottságot, a gyenge ítélőképességet, a meggondolatlanságot vagy olyan kockázatok vállalását, melyeket az egyén normális esetben nem vállalna, a túlzott aktivitásra való hajlandóságot, az alvászavarokat vagy a szükséges alvás csökkenését, a figyelem könnyű elterelhetőségét (folyamatosan vált egyik témáról a másikra), a koncentrálásra való képesség elvesztését, a szertelen és hivalkodó vagy túlzottan színes öltözködést, az ellentmondást nem tűrő modort, és a hajlamosságot abban a hitben, hogy kifogástalan szellemi állapotban vannak.
A mániás betegek fáradhatatlanul, mértéktelenül és megfontolás nélkül kerülnek olyan szituációkba, amelyekben nem képesek felmérni a bennük rejlő, vagy a társadalom által rájuk háruló veszélyeket.
A pszichózis tünetei a hallucinációk (hallani, látni vagy egyéb módon érzékelni olyan dolgok jelenlétét, amelyek valójában nincsenek jelen) és a delúziók (téves személyes meggyőződések, melyeknek nincs valós alapja vagy nyilvánvalóan ellentmondásosak és nem magyarázhatóak az illető kulturális körülményeivel). Üldözési mánia érzete is kialakulhat, amely során a beteg úgy gondolja, hogy őt ellenséges szervezetek vagy földöntúli erők üldözik vagy megfigyelik. Erőteljes és szokatlan vallásos hit szintén jelen lehet, mely során a beteg például erős meggyőződéssel lehet az iránt, hogy Isten-adta szerepe van a világban, nagy, sorsdöntő küldetése van, vagy természetfeletti képességeket tulajdonít magának. A delúziók a hangulattól függhetnek, de lehetnek attól függetlenek is.

### Kevert fázis
A bipoláris zavar vonatkozásában a kevert fázis egy olyan állapot, ahol a mánia és a klinikai depresszió tünetei egyaránt jelen vannak (például nyugtalanság, szorongás, agresszivitás, zavarodottság, kimerültség, álmatlanság, ingerlékenység, öngyilkossággal kapcsolatos gondolatok, félelem, paranoia, üldözéses téveszmék, felgyorsult beszéd, rohanó gondolatok és dühroham).
A kevert fázisok többnyire a legkevésbé stabil fázisok (negatív hangulatok könnyen megjelenhetnek, de hamar el is múlhatnak) magukban foglalhatnak pánik rohamokat, rombolási hajlamot és öngyilkossági kísérletet. Egy hosszabban tartó kevert fázisban a beteg érzelmi fájdalma olyannyira súlyosbodhat, hogy egy pont után fizikai fájdalommá válik, mely sok beteget öncsonkításra késztet, mint vágás, égetés, vagy más önmaguknak fájdalmat okozó tett, kizárólag azért, hogy elvonja a figyelmüket az érzett fizikai vagy érzelmi fájdalomtól. Az öngyilkossági arány a kevert fázisban a legnagyobb.

## Diagnózis

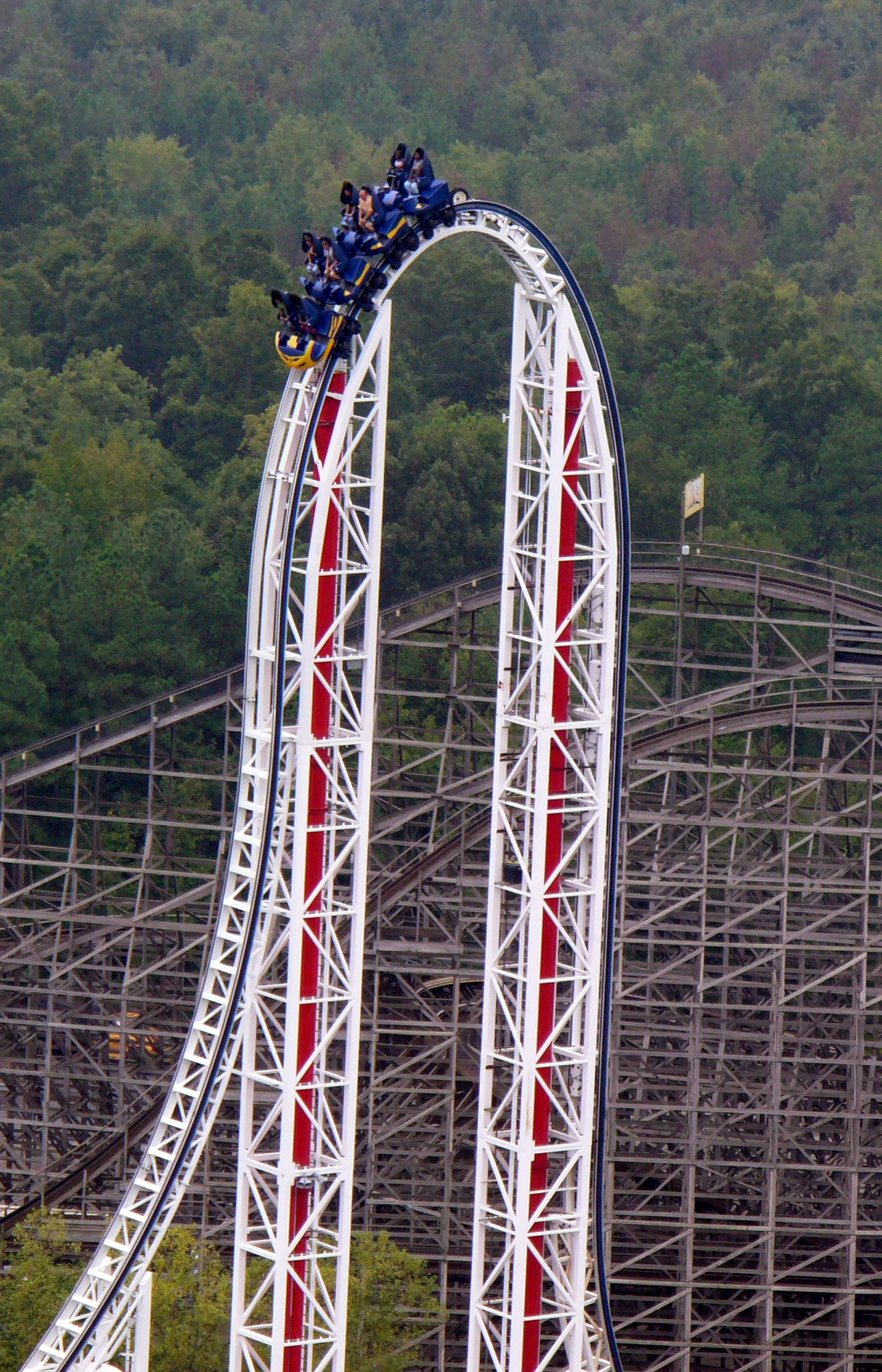
A mániás és depresszív epizódok váltakozásai – a bipoláris zavar legfőbb tünete – egy hullámvasút-utazáshoz hasonlatos

### A diagnózis kritériumai
Az állandó fluktuáció a mániás depresszió alapvető természete. Az erőnlét, a hangulat, a gondolkodás, az alvás és az aktivitás mind a folyamatosan változó biológiai jegyek között van, melyet a mániás depresszióban szenvedő páciensek tapasztalnak.
A betegségnek altípusai a bipoláris I., bipoláris II., ciklotímia.

#### Bipoláris I.
A BNO szerint a bipoláris I. zavar esetén egy vagy több mániás vagy kevert epizód állt fenn. A depresszív epizód megléte nem szükséges a bipoláris I. diagnózishoz, habár a bipoláris I. betegségben szenvedők túlnyomó többsége depressziós epizódon is átesett.

#### Bipoláris II.
A bipoláris II. a sokkal gyakoribb, de nem kevésbé súlyos diagnózis, ekkor rendszerint egy vagy több hipomániás epizód és egy vagy több súlyos depressziós epizód állt fenn.
Egy hipomániás epizód fennállása is elég a diagnózis felállításához. Ez a kikötés különbözteti meg az unipoláris depressziótól.
Bipoláris II. esetén nincs súlyos mániás epizód, ez különbözteti meg a bipoláris I.-től.

#### Ciklotímia
Nagyon enyhe bipoláris zavar, a depresszió, illetve mánia csak nagyon gyenge formájában van jelen, kezelést többnyire nem igényel. Talaján könnyen alakulhat ki bipoláris I, vagy bipoláris II.

### A mániás depresszió lefolyása
A hangulatingadozások fázisainak gyakorisága szerint megkülönböztetünk normál vagy klasszikus, rapid, ultra rapid és ultradián ciklusú lefolyást.

#### Klasszikus
- Évente négy hangulatingadozás.

#### Rapid ciklus
- Évente több mint négy hangulatingadozás.

#### Ultra rapid ciklus
- Havonta több hangulatingadozás váltakozik.

#### Ultradián ciklus
- Egy napon belül váltakoznak a fázisok. Nagyon nehéz megkülönböztetni a kevert fázistól.

### Félrediagnosztizálás
A bipoláris zavart gyakran diagnosztizálják félre unipoláris depressziónak, szorongásos zavarnak, kényszerképzetes/rögeszmés zavaroknak és a személyiség zavar különböző formáinak, például borderline személyiségzavarnak.
A bipoláris zavar súlyos mániás, súlyos depressziós és súlyos kevert fázisaiban előfordulhatnak a pszichózis tünetei, vagy pszichotikus tünetek lehetnek. A bipoláris zavarral küzdő betegeket, akiknél előfordulnak ezen szimptómák, néha helytelenül skizofréniával, vagy egyéb súlyos mentális betegséggel diagnosztizálják.

## Kezelés

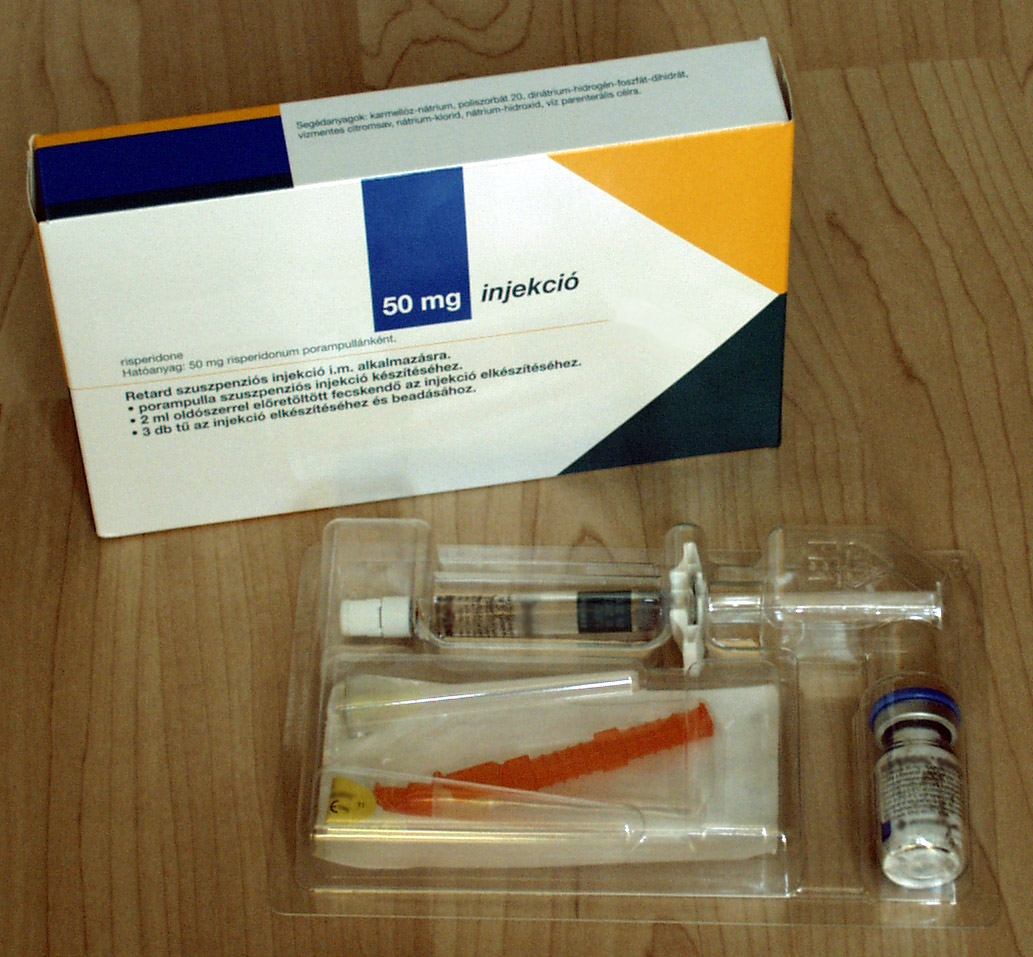
Risperidon injekció, bipoláris zavar és skizofrénia esetén is alkalmazott atípusos antipszichotikum

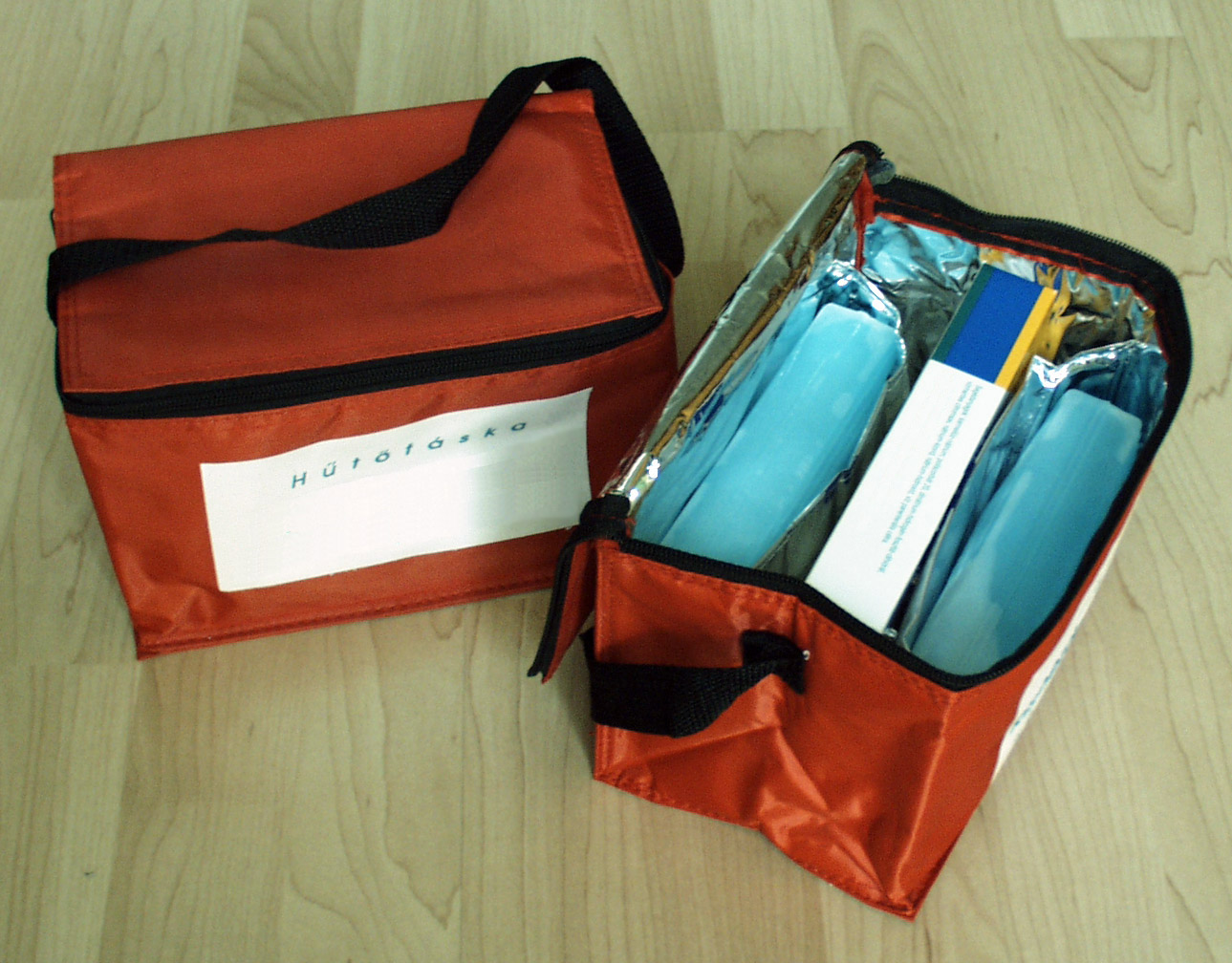
A risperidon injekció tárolására állandó 2 és 8 °C közötti hőmérséklet szükséges, ezért ilyen hűtőtáskában kell szállítani jégakkuk között, egyébként pedig hűtőszekrényben kell tárolni

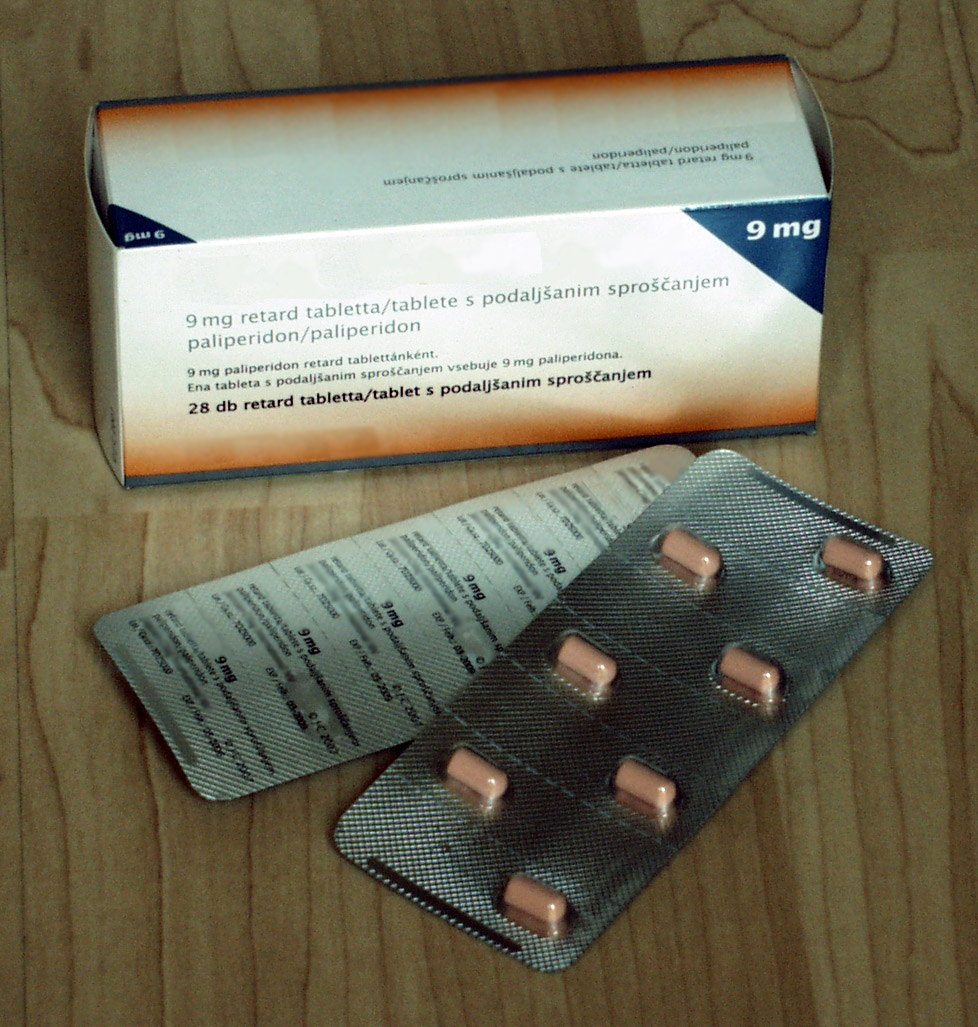
A pszichózis megelőzésére paliperidon retard tablettát is alkalmaznak, különleges felszívódása van ozmózis segítségével, és elég csak naponta egyszer bevenni

A mániás depressziót jelenleg nem lehet gyógyítani, de lehet megfelelően kezelni. A mániás depresszió kezelésével kapcsolatban a fő hangsúly a betegség hosszútávú megfelelő kontrollálásán van. A kezelés magában foglalja a gyógyszertani és pszichológiai eljárásokat.
A mániás depresszió kezelésére számos gyógyszer áll rendelkezésre, a legtöbb betegnek gyógyszer-kombinációra van szüksége.
Az úgynevezett hangulatstabilizáló gyógyszerek a mániás, illetve depressziós epizód megelőzésére, illetve súlyosságuk enyhítésére használatosak. A bizonyítottan hatékony hangulatstabilizáló gyógyszerek a lítium és az antikonvulzív szerek, mint a valproát sav, a carbamazepin és a lamotrigin. Az atípusos antipszichotikumok (neuroleptikumok) a mánia akut kezelésében elfogadottak. (kvetiapin, olanzapin, riszperidon) Általánosságban elmondható, hogy a hangulatstabilizáló gyógyszerek sokkal hatékonyabbak a mánia kezelésében, azonban néhányuk (például a lamotrigin) a depresszió megelőzésére javallott.
Minden gyógyszernek vannak mellékhatásai, a bipoláris zavar kezelésére használatos gyógyszerekkel sincs ez másként. Mindegyik gyógyszernek egyedi mellékhatásai vannak.
A lítium gyomor-bél működési zavarokat (hányinger, hasmenés), súlygyarapodást és egyéb mellékhatásokat okozhat. A magasabb dózisoknak több mellékhatása van, míg az alacsonyabbnak (a még hatásos tartományon belül) kevesebb, vagy nincs.
Az antikonvulzív szereknek gyakran van nyugtató hatása, súlygyarapodást, illetve egyéb mellékhatásokat okozhatnak. Ha egy páciensnek nem válik be az egyik antikonvulzív szer, meg lehet próbálni egy másik alkalmazását. Kettő vagy több antikonvulzív szer kombinációja az egyes szerek tekintetében alacsonyabb dózissal is hatékony lehet, kevesebb mellékhatással.
Az antipszichotikumok mellékhatás-profilja széleskörűen változik a hatóanyagok tekintetében. A leggyakoribb mellékhatás a nyugtató hatás, illetve az anyagcserezavarok (mint súlygyarapodás, kóros vérzsírösszetétel, tartósan magas vércukorszint). Extrapiramidális (különböző mozgási) rendellenességeket, illetve nyugtalanságot is okozhatnak. Az antipszichotikumok tardív diszkinéziát (TD) is okozhatnak, ami egy akaratlan mozgásokkal jellemezhető betegség, leggyakrabban a száj, ajkak, nyelv, néha a törzs és a végtagok mozgását idézi elő. E betegség előfordulásának valószínűsége már sokkal kisebb az újabb atípusos hatóanyagok, mint a régebbi szerek (például haloperidol) esetében.
Mivel a hangulatstabilizálók általában hatékonyabbak a mánia, mint a depresszió esetében, a depressziós fázisokat néha antidepresszánsokkal (például fluoxetin) kezelik. Ez utóbbi esetben fennállhat a mánia kiváltásának veszélye, melyet úgy lehet csökkenteni, ha csak hangulatstabilizálókkal megfelelően kiegyensúlyozott beteg kap antidepresszánst.
A gyógyszerelés hatása személyenként változhat, és jelentős időt vehet igénybe, hogy kiderüljön az adott szer hatásos-e, tekintve, hogy a mániás depresszió ciklusosságából adódóan az állapotban jobbulás következhet be kezelés nélkül is. Ebből kifolyólag nem várható azonnali egyértelmű hatás, habár a pszichotikus mánia gyorsan reagál az antipszichotikumokra, a bipoláris depresszió pedig gyorsan enyhíthető elektrokonvulzív terápiával (ECT) (köznapi szóhasználatban elektrosokk). Teljes stabilizálódás nem érhető el három-négy hétnél rövidebb idő alatt (némely antidepresszáns hatásának kifejlődéséhez például négy-hat hét szükséges).
A helyes gyógyszerelés betartása is komoly probléma lehet, mivel ahogy a beteg kezd mániás állapotba kerülni, elveszti a betegségérzetét, és gyakran abbahagyja a gyógyszerelést. A páciensek gyakran akkor is abbahagyják a gyógyszerek szedését, amikor a tünetek elmúlnak, helytelenül azt gondolván, hogy meggyógyultak a mániás depresszióból, és néhányan élvezik a kezeletlen hipománia tüneteit is.
A depresszió nem reagál azonnal az újrakezdett gyógyszerelésre, tipikusan 6 hétig is eltarthat a megfelelő reakció. A mánia lassan alábbhagyhat, vagy átmehet depresszióba.
A további okok, amiért a betegek abbahagyják a gyógyszerelést a mellékhatások, a költségek és a pszichiátriai zavar miatt érzett megbélyegzés.
A jog által meghatározott relatíve kis számú esetben (a jogszabályoknak megfelelően, amikor a beteg önmagára és/vagy másokra nézve veszélyt jelent) azt a (relatíve kis számú) pácienst, aki nem ért egyet a pszichiátriai diagnózissal, vagy a kezeléssel a beleegyezése nélkül is jogszerűen kezelés alá lehet helyezni.[forrás?]

## Visszaesés
A betegek még gyógyszeres kezelés hatása alatt is tapasztalhatnak enyhébb fázisokat, vagy teljes mániás, illetve depressziós fázist. A bipoláris zavar úgy jellemezhető, hogy a felépülés alacsony, a visszaesés magas százalékban jelentkezik, valamint a fázisok között gyakori a gyengébb teljesítőképesség.
A következő viselkedések depresszív, illetve mániás visszaeséshez vezethetnek:
- A gyógyszerelés abbahagyása, vagy csökkentése a pszichiáterrel való konzultáció nélkül.
- A gyógyszerelés adagolásának nem megfelelő megválasztása. Általánosságban elmondható, hogy a hangulatstabilizálók alacsonyabb szintje mániába való visszaesést válthat ki. Az antidepresszánsok alacsonyabb szintje depresszióhoz, magasabb szintje kevert fázishoz, illetve mániához vezet.
- Pszichoaktív drogok, mint alkohol, amfetaminok, marihuana, hallucinogének, kokain, ópiátok stb. rendszeres, illetve alkalmankénti fogyasztása. Ezek az állapot romlásához vezethetnek.
- A rendszertelen alvás esetén az állapot egyensúlya megbomolhat. A túl sok alvás (okozhatják a gyógyszerek is) depresszióhoz, míg a túl kevés alvás kevert fázishoz, illetve mániához vezethet.
- A koffein az állapot stabilitását ronthatja, ingerlékenységhez és mániához vezethet. Alacsony dózisban lehet antidepresszáns hatása, de mániát is kiválthat.
- A nem megfelelő stresszkezelés, illetve életvitel. Kezeletlen stresszhelyzetek visszaesést okozhatnak. A gyógyszerek valamelyest növelik a stressztűrőképességet, de a túl nagy stressz visszaeséshez vezethet.

## BNOkód
Bipoláris affektív zavar F31
- F31.00 – Bipoláris affektív zavar, hipomániás epizód
- F31.10 – Bipoláris affektív zavar, mániás epizód pszichotikus tünetek nélkül
- F31.20 – Bipoláris affektív zavar, mániás epizód pszichotikus tünetekkel
- F31.30 – Bipoláris affektív zavar, enyhe vagy közepes depressziós epizód
- F31.40 – Bipoláris affektív zavar, súlyos depresszió, pszichotikus tünetek nélkül
- F31.50 – Bipoláris affektív zavar, súlyos depresszió, pszichotikus tünetekkel
- F31.60 – Bipoláris affektív zavar, jelenleg kevert tünetek észlelhetők
- F31.70 – Bipoláris affektív zavar, jelenleg remisszióban
- F31.80 – Egyéb bipoláris affektív zavar
- F31.90 – Nem-meghatározott bipoláris affektív zavar

## Bipoláris zavar a játékfilmekben
- Egy hatás alatt álló nő (A Woman Under the Influence), 1974
  - Rendező: John Cassavetes
  - Szereplők: Peter Falk, Gena Rowlands, Fred Draper, Lady Rowlands, Katherine Cassavetes, Matthew Laborteaux

A film egy anyát mutat be, aki bipoláris betegségben szenved.
- Mr. Jones – Jogában áll meghalni (Mr. Jones), 1993
  - Rendező: Mike Figgis
  - Szereplők: Richard Gere, Lena Olin, Anne Bancroft

A film a bipoláris betegséget mutatja be két szereplőn keresztül.
- Eszelős szerelem (Mad Love), 1995
  - Rendező: Antonia Bird
  - Szereplők: Drew Barrymore, Chris O'Donnell

Két tinédzser egymásba szeret. A lány bipoláris, és a fiú megtanulja a lányt a betegséggel együtt szeretni.
- Csodabogár (Phenomenon), 1996
  - Rendező: Jon Turteltaub
  - Szereplők: John Travolta, Kyra Sedgwick, Robert Duval, Forest Whitaker, Ashley Buccille

Állítólagos emberfeletti képességek hipomániás és mániás fázisban.
- Grazia szigete (Respiro), 2002
  - Rendező: Emanuele Crialese
  - Szereplők: Valeria Golino, Vincenzo Amato, Francesco Casisa, Veronica D’Agostino

Egy nő, Grazia, férjével és gyerekeivel egy halászok lakta szigeten él. A nőt mindig a hangulatai befolyásolják, ezáltal a társadalom szigorú elvárásain kívülre kerül. Az anyósa ezekre a hangulatváltozásokra mindig egy injekciót tart kéznél.
- Skam: A harmadik évad egyik főszereplője, Even is mániákus zavarban szenved.
- Napos oldal (Silver lining playbooks) – 2012 Rendező: David O.Russell
  - Szereplők: Bradley Cooper – Robert De Niro, Jennifer Lawrence, Julia Stiles
- Eufória (televíziós sorozat) (2019) – A főszereplő, Rue, bipoláris zavarban szenved. Emellett drogfüggő, tehát betegségének tünetei csak akkor mutatkoznak, mikor tiszta.
- Shameless – Szégyentelenek (televíziós sorozat) – Az egyik főszereplő Ian Gallagher bipoláris zavarban szenved csak úgy, mint az anyja Monica.
- Homeland – A belső ellenség (2011)

(televíziós sorozat)
A Főszereplő Claire Danes,
bipoláris zavarban szenved.
- Pörgesd ki (Spinning Out) – 2020 (televíziós sorozat)

A főszereplő Kat Baker profi korcsolyázó örökölte édesanyjától a betegséget.
- A fény birodalma - Empire of Light (2022)

(mozifilm)
Szereplők: Olivia Colman, Michael Ward, Colin Firth és Toby Jones.
A főszereplő, Olivia Colman bipoláris zavarban szenved.

## Fordítás
- Ez a szócikk részben vagy egészben  a   Bipolar disorder című angol Wikipédia-szócikk fordításán alapul.  Az eredeti cikk szerkesztőit annak laptörténete sorolja fel. Ez a jelzés csupán a megfogalmazás eredetét és a szerzői jogokat jelzi, nem szolgál a cikkben szereplő információk forrásmegjelöléseként.
- Ez a szócikk részben vagy egészben  a   Bipolare Störung című német Wikipédia-szócikk fordításán alapul.  Az eredeti cikk szerkesztőit annak laptörténete sorolja fel. Ez a jelzés csupán a megfogalmazás eredetét és a szerzői jogokat jelzi, nem szolgál a cikkben szereplő információk forrásmegjelöléseként.

## Lásd még
- Szkizoaffektív zavar
- Kay Redfield Jamison

### Magyar oldalak
- Sötét Nappalok, Fényes Éjszakák Egyesület Egyesület a mániás depresszióban szenvedő betegek és hozzátartozóik számára
- Országos Pszichiátriai és Neurológiai Intézet
- Dr. Rihmer Zoltán, Gonda Xenia – Bipoláris betegségek kezelése
- Mániás depresszió fórum, index.hu
- Bipoláris betegség, HáziPatika.com Archiválva 2011. február 23-i dátummal a Wayback Machine-ben
- Mi a bipoláris zavar (mániás depresszió)? bura.hu Archiválva 2010. november 21-i dátummal a Wayback Machine-ben
- A Pszichiátriai Szakmai Kollégium állásfoglalása a pszichiátriai zavarok gyógykezeléséről – Tebolyda.hu Archiválva 2007. január 6-i dátummal a Wayback Machine-ben
- Depresszio.lap.hu
- Online Psyche Lelkisegély – Fórum – Chat – Psyche.hu
- Költő a torony peremén | Szabad Föld online
- Mániás depresszió Archiválva 2008. március 31-i dátummal a Wayback Machine-ben személyes honlap
- Bipoláris világ – Mániás depresszió – Bipoláris zavar
- Bipoláris zavarok típusai és kezelésük Archiválva 2017. november 7-i dátummal a Wayback Machine-ben

### Külföldi oldalak
- NIMH: Bipolar disorder
- Bipolar disorder and manic depression information – MayoClinic.com
- Bipolar disorder eMedicineHealth.com
- Pendulum
- The Icarus Project
- Bipolar disorder – manic-depression
- BipolArt – Living proof of why bipolars are so creative. A fantastic collection of drawings, paintings, inkings, photographies, music etc by artists who share this illness